# Gracie Films
Gracie Films ist eine US-amerikanische Film- und Fernsehproduktionsfirma. Sie wurde von James L. Brooks 1986 gegründet. Die Firma hat bis jetzt viele Filme und TV-Serien produziert, darunter Nachrichtenfieber – Broadcast News,  Jerry Maguire – Spiel des Lebens, sowie Die Simpsons. Sie gehört zu Sony Pictures Entertainment, hat jedoch ebenfalls ein Büro bei 20th Century Fox für die Produktion der Simpsons.
Der Hauptsitz befindet sich im Sidney-Poitier-Gebäude auf dem Sony Pictures-Studiogelände in Culver City (Kalifornien).
Das Studiologo wird am Ende jeder Simpsons-Folge und des Kinofilms gezeigt. Mehrere Personen sitzen lärmend im Kinosaal, eine Frau bittet um Ruhe. Anschließend erscheint das Logo wie ein Kinofilm, begleitet von einem Jingle. Die Audiospur wird zu passenden Anlässen auch abgewandelt: bei Simpsons-Episoden zu Halloween (Treehouse of Horror) ist traditionell eine schreiende Frau zu hören, der Jingle wird auf einer Orgel gespielt. In Staffel 28, Episode 20 sitzen die in der Episode auftretenden Peekimon (eine Parodie auf das AR-Spiel Pokémon Go) im Kinosaal. In einigen Episoden ist das Soundlogo gar nicht zu hören oder wird übertönt. In anderen wird das Soundlogo in verschiedenen Musikstilen gespielt, beispielsweise auf einer E-Gitarre, von einer Big Band, auf einem Saxophon, von einer Marching Band und viele weitere Varianten mehr.

## Produktionen (Auswahl)

### Serien
- 1987–1990: Die Tracey Ullman Show
- seit 1989: Die Simpsons (The Simpsons)
- 1991–1992: Sibs
- 1993–1994: Phenom – Das Tenniswunder
- 1994–1995: The Critic
- 2001–2002: What About Joan? (eine Koproduktion mit Columbia TriStar)

### Filme
- 1987: Nachrichtenfieber – Broadcast News (Broadcast News)
- 1988: Big
- 1989: Teen Lover (Say Anything…)
- 1989: Der Rosenkrieg (The War of the Roses)
- 1994: I’ll Do Anything
- 1996: Jerry Maguire – Spiel des Lebens (Jerry Maguire)
- 1996: Durchgeknallt (Bottle Rocket)
- 1997: Besser geht’s nicht
- 2001: Unterwegs mit Jungs (Riding in Cars with Boys)
- 2004: Spanglish
- 2007: Die Simpsons – Der Film (The Simpsons Movie)
- 2010: How Do You Know
- 2016: The Edge of Seventeen – Das Jahr der Entscheidung
- 2023: Are You There God? It’s Me, Margaret.[1]